# 瓦尼 (奥布省)
瓦尼（法語：Voigny，法語發音：[vwaɲi]）是法国奥布省的一个市镇，属于奥布河畔巴尔区。

## 地理
瓦尼（48°14'27"N, 4°46'5"E）面积7.09 平方千米，位于法国大東部大區奥布省，该省份为法国中北部省份，北起马恩省，西接塞纳-马恩省，西南至约讷省，东南至科多尔省，东临上马恩省。
与瓦尼接壤的市镇（或旧市镇、城区）包括：阿朗蒂耶尔、奥布河畔巴尔、巴耶勒、科隆贝拉福斯、科隆贝勒塞克、利尼奥勒堡。

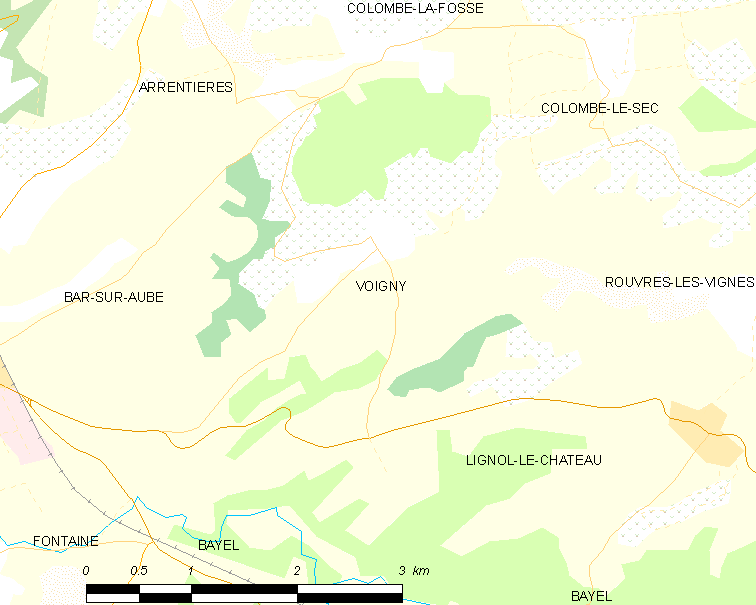
的OSM定位图

瓦尼的时区为UTC+01:00、UTC+02:00（夏令时）。

## 行政
瓦尼的邮政编码为10200，INSEE市镇编码为10440。

## 政治
瓦尼所属的省级选区为奥布河畔巴尔县。

## 人口

1962-2008年间人口变化图示

瓦尼于2022年1月1日时的人口数量为141人。